# Civis romanus sum
Cīvis rōmānus sum（ラテン語発音: [ˈkiːwɪs roːˈmaːnʊs ˈsʊm]、キーウィス・ローマーヌス・スム、「私はローマ市民である」の意）は、マルクス・トゥッリウス・キケロのウェッレス弾劾演説の一文である。ガイウス・ウェッレスが、あるローマ市民をスパイ容疑で捕らえて拷問するシーンで出てくる。
共和政ローマではこの成句を言えば安全が保障されるという。

審判人の皆さん、メッサナのフォルムの中央でローマ市民が棒で打たれ、

その音が響き渡る中、痛みに耐え、

「私はローマ市民だ」と訴える声だけが聞こえてきました。

それが分かれば、打たれることも、拷問も全て防げる、そう思って。

しかしそれどころか、そうしている間に、彼の十字架が運ばれてきたのです。

おお、甘美なる自由の名よ！おお、我らが市民の特権よ！

ポルキウス法よ！センプロニウス諸法よ！護民官の権力よ！

我らが権利は、属州で、同盟国で、市民が拘束され打たれるほどに落ちてしまったのか！
キケロ『ウェッレス弾劾』2.5.162-163

新約聖書の使徒言行録によれば、パウロは逮捕されて拷問を受けるとき、ローマ市民としての権利を主張したため、パウロがローマへ連行されるまで中断しなければならなかった 。
パウロの話をここまで聞いていた人々は、声を張り上げて言った。「こんな男は、地上から除いてしまえ。生かしてはおけない。」
 
彼らがわめき立てて上着を投げつけ、砂埃を空中にまき散らすほどだったので、
大隊長はパウロを兵営に入れるように命じ、人々がどうしてこれほどパウロに対してわめき立てるのかを知るため、鞭で打って取り調べるように言いつけた。
パウロに鞭を当てようとその手足を広げたとき、パウロはそばに立っていた百人隊長に言った。「ローマ市民を、裁判にかけずに鞭で打ってもよいのですか。」 
これを聞いた百人隊長は、大隊長のところへ行って報告した。「どうなさいますか。あの男はローマ市民です。」 
大隊長はパウロのところに来て言った。「あなたはローマ市民なのか。私に言いなさい。」パウロは、「そうです」と言った。 
大隊長が、「私は、多額の金を出してこの市民権を得たのだ」と言うと、パウロは、「私は生まれながらのローマ市民です」と言った。 

そこで、パウロを取り調べようとしていた者たちは、直ちに身を引き、大隊長もパウロがローマ市民であること、そして、彼を縛ってしまったことを知って恐ろしくなった。—使徒行伝第22章22-29節
このように、Civis romanus sumという成句は文字そのままの意味以上に「どこにいようとも、ローマ国家の庇護を受ける」「ローマ市民としての誇り」などの意味も持ち、さまざまな演説で引用された。

## 後代の著名な引用例
1850年6月25日、イギリス首相パーマストン子爵はドン・パシフィコ事件をめぐっての答弁でこの成句を引用した。
古のローマ市民が『私はローマ市民である』と言えば侮辱を受けずにすんだように、イギリス臣民も、彼がたとえどの地にいようとも、イギリスの全世界を見渡す目と強い腕によって不正と災厄から護られていると確信できるべきである。
1963年6月26日、第35代アメリカ合衆国大統領、ジョン・F・ケネディが西ベルリンで行った演説「Ich bin ein Berliner」でこの成句を引用した。
2000年前は、最も誇り高き言葉は『私はローマ市民だ』であった。今日、この自由な世界において、最も誇り高き言葉は『私はベルリン市民だ』である。
1994年3月31日、ボスニア・ヘルツェゴビナ紛争のサラエヴォ包囲の最中、アメリカ合衆国国連大使を務めるマデレーン・オルブライトはこの成句をもじって、「私はサラエボ市民だ」と演説した。